# Puente de Tabak
El Puente de Tabak (en albanés: Ura e Tabakëve) es una pasarela de piedra del siglo XVIII del período otomano situada en Tirana, Albania. El puente fue una vez parte de la Ruta de Shëngjergj que unía Tirana con las tierras altas del este. El camino Shëngjergj abastecía la ciudad con la producción agrícola y ganadera. El puente se encontraba junto a la zona de los carniceros y curtidores. El carril se desvió en 1930 y el puente fue descuidado. En la década de 1990 el puente fue restaurado a su antiguo estado y ahora es utilizado por los peatones solamente.